# The Edge of Glory
„The Edge of Glory“ je píseň americké zpěvačky Lady Gaga, kterou napsala po náhlé smrti svého dědečka na konci roku 2010. Skladba je velmi dynamická, taneční, ale také vypovídá o naději. Nejdříve byla vydána jako promo pro druhé studiové album Lady Gaga Born This Way, avšak po velkém ohlasu a úspěchu ji vydala 9. května 2011 jako třetí singl k albu po „Born This Way“ a „Judas“. Singl debutoval v americké hitparádě Billboard Hot 100 na 9. místě a celosvětově se stal velkým hitem. Na této písni s Lady Gaga také spolupracoval saxofonista Clarence Clemons, který však zemřel jeden den po premiéře videoklipu, která se uskutečnil 17. června 2011. Clemons spolupracoval s Lady Gaga ještě na jedné písni z alba Born This Way, a to na skladbě „Hair“ která byla vydána jako promo k albu. Píseň se držela 3 měsíce v Top 10 v americkém singlovém žebříčku Billboard Hot 100 a singl se stal 2x platinový. V Česku se píseň „The Edge of Glory“ dostala nejlépe na 7 místo.

## Hudební příčky
| Období (2011)          | Max. příčka |
| ---------------------- | ----------- |
| Austrálie              | 2           |
| Rakousko               | 3           |
| Kanada                 | 3           |
| Francie                | 7           |
| Německo                | 3           |
| Irsko                  | 4           |
| Nový Zéland            | 3           |
| Švýcarsko              | 10          |
| Velká Británie         | 6           |
| U.S. Billboard Hot 100 | 3           |